# Crocidophora pionealis
Crocidophora pionealis là một loài bướm đêm trong họ Crambidae.